# Ришельо (река)
Ришельо (на френски: Riviere Richelieu), (на английски: Richelieu River) е река с дължина почти 130 км, която изтича от езерото Шамплейн в САЩ и тече на север като се влива в река Сейнт Лорънс близо до Лак Сен Пиер в южната част на Квебек.
Реката играе важна роля в историята на Квебек. Първоначално е обитавана от ирокезите, хуроните и алгонкин. Самюел дьо Шамплейн я посещава скоро след пристигането си през 1608 г. По време на френския колониален период реката, кръстена на кардинал Ришельо, е от голямо военно значение. Французите построяват няколко укрепления в района на реката. Заради плодородната почва и благоприятните условия областта рано се заселва от френскоканадците. След британското завоюване на района през 1760 г. и след Войната за независимост британски военни и лоялисти се присъединяват към местното население.
Река Ришельо играе важна роля в икономиката на региона през 19 век. През 1843 г. е построен канала Шембли, който заобикаля бързеите на реката и прави речния транспорт на продукти като дървесина, пулп, сено и въглища от САЩ до Монреал по-бърз и лесен. Изграждането на железопътни линии от САЩ до Монреал през този период води до спад на трафика по реката. Заради това икономиката в района бързо се променя от търговска в индустриална. Отделно долината на реката продължава да е отлична селскостопанска база, в която се произвеждат някои от най-добрите продукти в провинция Квебек.